# Miguel Gortari Errea
Miguel Gortari Errea fou un enginyer agrònom i polític navarrès. Va ser director d'Estadística i Cadastre de la Diputació Foral de Navarra. Va intervenir en el segon Congrés de la Societat d'Estudis Bascos que es va celebrar en Pamplona en l'estiu de 1920. Va ser el més votat en les eleccions generals espanyoles de 1931 per Navarra el 28 de juny de 1931 quan va estar com independent en el Bloc Catòlic-Foralista. Va participar en l'anàlisi econòmica de l'Estatut Basc-Navarrès el 1932, i en fou favorable però amb les seves matisacions, per a recobrar les facultats polític-administratives per a Navarra.
El 1934 va ser sotssecretari del ministeri d'Indústria i Comerç amb Alejandro Lerroux i el 1935 va ocupar el càrrec de sotssecretari en el d'Agricultura. A les eleccions generals espanyoles de 1936 va ser escollit novament diputat pel bloc de Dretes de Navarra. Després de la guerra Civil Espanyola va ser alcalde de l'ajuntament de Pamplona de 1949 a 1952, i posteriorment va ser nomenat Vicepresident de la Diputació des d'abril de 1952 a abril de 1961, així com procurador a Corts Franquistes el 1943, 1949, 1952, 1955, 1958 i 1961